# Шарон Бецалі
Шарон Безали (англ. Sharon Bezaly, івр. שרון בצלי; нар.. 1972) — ізраїльсько-шведська флейтистка.

## Біографія
Дебютувала в 14-річному віці з Ізраїльським філармонічним оркестром під управлінням Зубіна Мети. Закінчила Паризьку консерваторію, учениця Алена Маріона та Раймона Гійо. На запрошення Шандора Вега зайняла місце першої флейти в оркестрі «Camerata Academica Salzburg», після смерті Вега в 1997 році повністю зосередилася на сольній кар'єрі. Живучи переважно в Швеції (шведська громадянка з 2005 року) і будучи одруженою з директором шведської звукозаписної компанії BIS Робертом фон Баром, Безали записується виключно в цій компанії і вже випустила 18 дисків, у тому числі запис всіх флейтових концертів Моцарта (2008), концерти для флейти з оркестром таких різних композиторів, як Жак Ібер, Ульяс Пульккіс, Софія Губайдуліна, — концерт Губайдуліної був написаний на замовлення Беза, як і концерти Калеві Ахо, Крістіана Ліндберга та ряду інших композиторів.

## Дискографія
- Pipe Dreams Aug 12 · 1789
- LigAlien – Music by Mari Takano Dec 11 · CD-1453
- Across the Sea – Chinese-American Flute Concertos Oct 11 · CD-1739
- Beamish – Orchestral Works Jul 10 · CD-1601
- Masterworks for Flute and Piano II May 10 · SACD-1729
- Sharon Bezaly plays Bacri, Bernstein, Dean & Rouse Feb 10 · CD-1799
- Nicolas Bacri – Sturm und Drang Sep 09 · CD-1579
- Christopher Rouse – Orchestral Music II Sep 09 · CD-1586
- Brett Dean – Water Music Jul 09 · CD-1576
- Schnittke – Concerto grosso No.1 & Symphony No.9
- Remembrance May 9 · CD-1650
- Whirling Dance – Works for Flute and Traditional Chinese Orchestra Mar 09 · * SACD-1759
- Spellbound — Sharon Bezaly Oct 08 · CD-1649
- Barocking together Jul 08 · CD-1689
- Mozart — Complete Works for Flute and Orchestra Feb 08 · SACD-1539
- French Delights Oct 07 · SACD-1639
- Haukur Tómasson – Concertos Jun 07 · CD-1419
- Uljas Pulkkis — Enchanted Garden May 7 · SACD-1339
- Seascapes Apr 07 · SACD-1447
- Bridge across the Pyrenees — Flute Concertos
- Gubaidulina — … The Deceitful Face of Hope and Despair Mar 06 · SACD-1449
- Bezaly and Brautigam — Masterworks for Flute and Piano Jan 06 · SACD-1429
- Nordic Spell — Concertos for Flute and Orchestra May 5 · CD-1499
- Christian Lindberg — A composer´s portrait Mar 05 · CD-1428
- Solo Flute from A to Z — Vol.3 Oct 04 · SACD-1459
- Paul Kletzki — Symphony No.3 In memoriam Apr 04 · CD-1399
- Chamber Music for Flute, Viola and Piano Dec 03 · CD-1439
- Solo Flute from A to Z — Vol.2 Apr 03 · CD-1259
- Apéritif — A French Collection for Flute and Orchestra Nov 02 · CD-1359
- Takemitsu — A String Around Autumn
- Antal Dorati — Night Music Jun 02 · CD-1099
- Café au lait — Music for Flute and Piano Dec 01 · CD-1239
- Solo Flute from A to Z — Vol.1 Apr 01 · CD-1159
- Bright Sheng: Flute Moon — China Dreams — Postcards Jun 00 · CD-1122
- Mozart — Flute Quartets May 00 · CD-1044
- Flutissimo Aug 99 · CD-103
- The Israeli Connection — flute and piano Nov 98 · CD-959
- Rota — Chamber Music Jun 97 · CD-870